# 威拉·凯特林斯卡娅
威拉·凯特林斯卡娅（俄语：Вера Казимировна Кетлинская，1906年5月11日—1976年4月23日）苏联作家、剧作家，生于塔夫利达省塞瓦斯托波尔，卒于列宁格勒。出身于海军军官家庭，1927年加入苏联共产党。成名作长篇小说《勇敢》（1938），描写一群共青团员和青年在远东原始森林中建设一座新的城市。

## 作品
- 《娜特卡·米丘林娜》（1929）
- 《成长》（1934）
- 《勇敢》（1938）
- 《被困》（1947）
- 《关于列宁格勒人的故事》（1944）
- 《这就是它，爱情》（1954）
- 《中国的今天与明天》（1958）
- 《这样生活才有意义》（1960）
- 《耸入云天的高原》（1964）
- 《暮·窗·人》（1972）